# Neon Genesis Evangelion: Shinji Ikari Raising Project
Neon Genesis Evangelion: Shinji Ikari Raising Project (新世紀エヴァンゲリオン 碇シンジ育成計画, Shin Seiki Evangerion: Ikari Shinji Ikusei Keikaku) est un jeu vidéo de type simulation de vie sorti en 2004 sur PC. Adapté de la série d'animation japonaise Neon Genesis Evangelion, le jeu s'éloigne de son ton très sombre et propose une comédie romantique dans la réalité alternative entrevue lors du dernier épisode.
Si le jeu n'a pas été commercialisé hors du Japon, les treize premiers tomes de son adaptation en manga, Neon Genesis Evangelion : Plan de complémentarité Shinji Ikari, ont été traduits en français.